# Alexander Hamilton (navegant)
|  | Aquest article tracta sobre el navegant escocès. Si cerqueu el polític estatunidenc, vegeu «Alexander Hamilton». |

Alexander Hamilton (nascut abans de 1688 - mort en o després de 1733) fou un capità naval, corsari i comerciant escocès.

## Biografia
En els seus primers anys va viatjar extensament per Europa, Barbària, les Antilles, l'Índia i el sud-est asiàtic. Quan va arribar a Bombai el 1688, se'l va forçar breument a treballar per a la Companyia Britànica de les Índies Orientals fruit d'una guerra local, i després va esdevenir comerciant corsari, que operava des de Surat. Va ser nomenat comandant de la Marina de Bombai el juny de 1717, càrrec des d'on erradir la pirateria.
La principal font d'informació existent sobre Hamilton es troba al seu propi llibre, A New Account of the East Indies (1727). El concepte cobria una àrea geogràfica molt més àmplia que en l'actualitat - 'la majoria dels països i illes de comerç i navegació, entre el cap de Bona Esperança i l'illa del Japó'. Amb un gran contingut d'anècdotes, proporciona una visió valuosa de la vida de l'edat moderna asiàtica.